# Ignacy Sadowski
Ignacy Witold Sadowski h. Lubicz, ps. „Mefisto”, „S. Orwid”, „Wardawa”, „Witold”, „Władysław”, „Zenon” (ur. 11 października 1877 w majątku Górki, zm. 15 maja 1945 w Górach) – polski inżynier, członek Organizacji Bojowej Polskiej Partii Socjalistycznej, pułkownik piechoty Wojska Polskiego, kawaler Orderu Virtuti Militari.

## Życiorys
Ignacy Witold Sadowski urodził się 11 października 1877 roku w majątku Górki, w powiecie brzeskim, w rodzinie Władysława i Jadwigi z Szuksztów . Ukończył szkołę średnią w Libawie, złożył I egzamin państwowy i uzyskał absolutorium na wydziale chemicznym Politechniki Lwowskiej. W latach 1900–1914 działacz PPS, w latach 1904–1905 w Organizacji Wojskowej „Nieprzejednani”, w 1905 roku w Organizacji Spiskowo-Bojowej. Skazany na 15 lat katorgi i dożywotnie osiedlenie na Syberii. Po ucieczce w 1912 roku działał w Związku Strzeleckim.
Od sierpnia 1914 żołnierz 1 pułku piechoty I Brygady Legionów. 29 września 1914 roku został mianowany podporucznikiem. W grudniu 1914 roku został ranny w bitwie pod Łowczówkiem . 15 lipca 1920 roku został zatwierdzony z dniem 1 kwietnia 1920 roku w stopniu majora, w piechocie, w grupie oficerów byłych Legionów Polskich. 23 września 1920 roku został odkomenderowany z 36 pułku piechoty Legii Akademickiej do Centralnej Szkoły Podoficerów w Biedrusku na stanowisko dowódcy. 27 września 1920 roku dowodzona przez niego jednostka została przemianowana na Wielkopolską Szkołę Podoficerów Piechoty Nr 2, a w listopadzie 1920 roku przeniesiona do Grudziądza, gdzie w lutym 1922 roku otrzymała nazwę Centralna Szkoła Podoficerów Piechoty Nr 2. W następnym roku kierowana przez niego szkoła została ponownie przemianowana na Centralną Szkołę Podoficerów Zawodowych Piechoty Nr 2. 3 maja 1922 roku został zweryfikowany w stopniu podpułkownika ze starszeństwem z dniem 1 czerwca 1919 roku i 202. lokatą w korpusie oficerów piechoty, a jego oddziałem macierzystym był 1 pułk piechoty Legionów. Z dniem 15 sierpnia 1923 roku został mianowany szefem Wydziału Piechoty w Departamencie Piechoty Ministerstwa Spraw Wojskowych w Warszawie. 1 grudnia 1923 roku został przeniesiony do 27 pułku piechoty w Częstochowie na stanowisko dowódcy pułku. 1 grudnia 1924 roku został mianowany pułkownikiem ze starszeństwem z dniem 15 sierpnia 1924 roku i 47. lokatą w korpusie oficerów piechoty. 12 grudnia 1925 roku został przeniesiony do 18 pułku piechoty w Skierniewicach na stanowisko dowódcy pułku. 21 sierpnia 1926 roku ogłoszono jego przeniesienie do 63 pułku piechoty w Toruniu na stanowisko dowódcy pułku. Z dniem 31 marca 1928 roku został przeniesiony w stan spoczynku. W tym samym roku mieszkał w Warszawie.
W 1934 roku pozostawał w ewidencji Powiatowej Komendy Uzupełnień Warszawa Miasto III. Posiadał przydział do Oficerskiej Kadry Okręgowej Nr I. Był wówczas „przewidziany do użycia w czasie wojny”.
Od 28 lipca 1917 roku był mężem Hanny Łukowskiej.
Zmarł 15 maja 1945 roku w Górach. Został pochowany na cmentarzu w Promnej .

## Ordery i odznaczenia
- Krzyż Srebrny Orderu Wojskowego Virtuti Militari nr 4947 (1921)[13][15]
- Krzyż Niepodległości z Mieczami (19 grudnia 1930)[16]
- Krzyż Kawalerski Orderu Odrodzenia Polski (pośmiertnie, 2019)[17]
- Krzyż Walecznych (czterokrotnie)[18]
- Złoty Krzyż Zasługi (29 kwietnia 1925)[19]